# Darrin Stephens
Darrin Stephens es personaje de ficción de la popular serie estadounidense Bewitched de la década de 1960,  interpretado por Dick York (1964-1969) y luego Dick Sargent (1969-1972).

## Descripción
Darrin Stephens es un publicista exitoso, trabaja con su jefe Larry Tate en la agencia de publicidad McMann and Tate, desempeñándose como ejecutivo creativo de la agencia; desarrolla campañas de publicidad, en muchas de las cuales intervienen el ingenio de su esposa Samantha.
Los Stephens viven en 164 Morning Glory Circle, con sus hijos Tabitha, y Adam. Son una pareja no tradicional, Sam (Samantha) es una bruja, y Darrin es un mortal, y prefieren vivir como una familia normal. Sam no usa su magia en su casa, aunque le toca en muchas ocasiones recurrir a ella, siendo espiados por su entrometida vecina la Sra. Kravitz.
Darrin tiene que lidiar con su terrible, y no convencional suegra Endora, una extravagante bruja que le hace la vida imposible, y en ocasiones meterse en problemas por las locuras de los familiares de Samantha: el tío Arthur, la tía Clara, Esmeralda, la prima Serena, Agatha, y el doctor Bombay.
Endora en ocasiones le cambia el nombre, llamándolo Darwin y Dumbo.